# Talonnette
Dans le domaine de la chaussure, une talonnette est une petite semelle supplémentaire, en cuir ou en liège, placée à l'intérieur de la chaussure, au niveau du talon, par-dessus la « première de propreté » (première de propreté : la semelle intérieure habituelle d'une chaussure, le plus souvent en cuir relativement souple, sur laquelle le pied repose ; cette semelle repose elle-même sur la « première de montage »). Elle est parfois appelée talonnière, bien que ce terme soit plutôt utilisé actuellement pour les talonnettes médicales ; autrefois, il désignait l'ouvrière qui fabriquait le talon.
En couture, une talonnette est un petit ruban cousu en renfort du bas d’un pantalon.